# 碳酸铈
碳酸铈是一种无机化合物，化学式为Ce2(CO3)3。

## 制备
碳酸铈可以由三氯乙酸铈的水解得到：
2 Ce(C2Cl3O2)3 + 3 H2O → Ce2(CO3)3 + 6 CHCl3 + 3 CO2

## 化学性质
碳酸铈可溶于酸，放出二氧化碳：
Ce2(CO3)3 + 6 H+ → 2 Ce3+ + 3 H2O + 3 CO2↑